# Округ Расел (Вирџинија)
Округ Расел (енгл. Russell County) је округ у америчкој савезној држави Вирџинија.

## Демографија
По попису из 2010. године број становника је 28.897, што је 1.411 (-4,7%) становника мање него 2000. године.
| Група             | 2000.          | 2010.          |
| Белци             | 28.981 (95,6%) | 28.142 (97,4%) |
| Афроамериканци    | 934 (3,1%)     | 233 (0,8%)     |
| Азијати           | 15 (0,0%)      | 53 (0,2%)      |
| Хиспаноамериканци | 237 (0,8%)     | 275 (1,0%)     |
| Укупно            | 30.308         | 28.897         |